# Promozione 1937-1938
La Promozione 1937-1938 fu il 5º campionato nazionale italiano di rugby a 15 di secondo livello.
Si tenne dal 16 gennaio 1938 al 10 aprile 1938 tra 13 squadre partecipanti ripartite, durante la prima fase del torneo, in quattro gironi su base geografica dalla composizione variabile da tre a quattro squadre.
La formula prevedeva il passaggio ai quarti di finale delle prime classificate di ogni girone. La fase ad eliminazione diretta si svolse con incontri di andata e ritorno.
Il torneo ha visto prevalere la squadra del Torino che ha battuto in entrambe le sfide il GUF Napoli. Una novità fu rappresentata dalle finali per il terzo posto tra le perdenti delle semifinali, in cui il GUF Parma ha prevalso sul GUF Firenze.

## Squadre partecipanti
La composizione dei gironi della prima fase fu la seguente:

### Girone 1
- GRF Edoardo Crespi (Milano)
- GUF Pavia
- Torino

### Girone 2
- GUF Ferrara
- GUF Modena
- GUF Parma
- GUF Trieste

### Girone 3
- GIL Napoli
- GUF Firenze
- GUF Pisa

### Girone 4
- GUF Messina
- GUF Napoli
- GUF Palermo

## Fase a gironi

### Girone 1

#### Classifica[1]
| Pos | Squadra    | G | V | N | P | PF  | PS  | DP   | Pt |
| --- | ---------- | - | - | - | - | --- | --- | ---- | -- |
| 1   | Torino     | 4 | 4 | 0 | 0 | 110 | 0   | +110 | 8  |
| 2   | GRF Crespi | 4 | 2 | 0 | 2 | 70  | 33  | +37  | 4  |
| 3   | GUF Pavia  | 4 | 0 | 0 | 4 | 3   | 150 | −147 | 0  |

### Girone 2

#### Classifica[2]
| Pos | Squadra     | G | V | N | P | PF  | PS  | DP   | Pt |
| --- | ----------- | - | - | - | - | --- | --- | ---- | -- |
| 1   | GUF Parma   | 6 | 5 | 1 | 0 | 184 | 14  | +170 | 11 |
| 2   | CUS Trieste | 6 | 2 | 2 | 2 | 42  | 63  | −21  | 6  |
| 3   | GUF Modena  | 6 | 1 | 4 | 1 | 25  | 50  | −25  | 6  |
| 4   | GUF Ferrara | 6 | 0 | 1 | 5 | 5   | 129 | −124 | 1  |

### Girone 3

#### Classifica[1]
| Pos | Squadra     | G | V | N | P | PF | PS | DP  | Pt |
| --- | ----------- | - | - | - | - | -- | -- | --- | -- |
| 1   | GUF Firenze | 4 | 3 | 0 | 1 | 61 | 14 | +47 | 6  |
| 2   | GIL Napoli  | 4 | 2 | 0 | 2 | 14 | 39 | −25 | 4  |
| 3   | GUF Pisa    | 4 | 1 | 0 | 3 | 17 | 39 | −22 | 2  |

### Girone 4

#### Classifica[1]
| Pos | Squadra     | G | V | N | P | PF | PS | DP  | Pt |
| --- | ----------- | - | - | - | - | -- | -- | --- | -- |
| 1   | GUF Napoli  | 4 | 3 | 0 | 1 | 56 | 9  | +47 | 6  |
| 2   | GUF Messina | 4 | 2 | 0 | 2 | 24 | 49 | −25 | 4  |
| 3   | GUF Palermo | 4 | 1 | 0 | 3 | 16 | 38 | −22 | 1  |

N.B.: GUF Palermo un punto di penalizzazione per rinuncia.

## Quarti di finale[3][4]
| Squadra 1   | Totale | Squadra 2   | Andata | Ritorno |
| ----------- | ------ | ----------- | ------ | ------- |
| GUF Napoli  | 46 - 9 | GIL Napoli  | 12 - 6 | 34 - 3  |
| GUF Messina | 0 - 39 | GUF Firenze | 0 - 33 | 0 - 6   |
| GUF Parma   | ? - ?  | GRF Crespi  | 5 - 0  | ? - ?   |
| GUF Trieste | 6 - 69 | Torino      | 3 - 29 | 3 - 40  |

## Semifinali[5][6]
| Squadra 1  | Totale | Squadra 2   | Andata | Ritorno |
| ---------- | ------ | ----------- | ------ | ------- |
| GUF Napoli | 15 - 6 | GUF Firenze | 12 - 3 | 3 - 3   |
| GUF Parma  | 0 - 9  | Torino      | 0 - 3  | 0 - 6   |

## Finali per il terzo posto[7][8]
| Squadra 1   | Totale | Squadra 2 | Andata | Ritorno |
| ----------- | ------ | --------- | ------ | ------- |
| GUF Firenze | 9 - 18 | GUF Parma | 9 - 12 | 0 - 6   |

## Finali
| Arbitro: | Rizzoli |

|                 |      |                           |
|                 | mt   | 7’ Savarino 55’ Salvatori |
|                 | tr   | 7’, 55’ Nebbia            |
| D'Anna 32’, 68’ | c.p. |                           |

| Torino 3 aprile 1938 Ritorno                                                   | Torino | 19 – 9 referto    | GUF Napoli | Stadio di Corso Marsiglia |
| Savarino Bellomi Boveri Rama mt Canessa Simoncini Nebbia tr Nebbia c.p. D'Anna |        |                   |            |                           |
|                                                                                |        |                   |            |                           |
| Savarino Bellomi Boveri Rama                                                   | mt     | Canessa Simoncini |            |                           |
| Nebbia                                                                         | tr     |                   |            |                           |
| Nebbia                                                                         | c.p.   | D'Anna            |            |                           |

## Tabellone finale
|  | Quarti di finale | Quarti di finale | Quarti di finale | Quarti di finale | Quarti di finale |  |  | Semifinali  | Semifinali  | Semifinali | Semifinali | Semifinali |    |    | Finale          | Finale          | Finale          | Finale          | Finale          |  |
|  |                  |                  |                  |                  |                  |  |  |             |             |            |            |            |    |    |                 |                 |                 |                 |                 |  |
|  | GUF Napoli       | GUF Napoli       | 12               | 34               | 46               |  |  |             |             |            |            |            |    |    |                 |                 |                 |                 |                 |  |
|  | GIL Napoli       | GIL Napoli       | 6                | 3                | 9                |  |  | GUF Napoli  | GUF Napoli  | 12         | 3          | 15         |    |    |                 |                 |                 |                 |                 |  |
|  | GUF Messina      | GUF Messina      | 0                | 0                | 0                |  |  | GUF Firenze | GUF Firenze | 3          | 3          | 6          |    |    |                 |                 |                 |                 |                 |  |
|  | GUF Firenze      | GUF Firenze      | 33               | 6                | 39               |  |  |             |             |            |            |            |    |    | GUF Napoli      | GUF Napoli      | 6               | 9               | 15              |  |
|  | GUF Parma        | GUF Parma        | 5                | ?                | 5                |  |  |             |             | Torino     | Torino     | 10         | 19 | 29 |                 |                 |                 |                 |                 |  |
|  | GRF Crespi       | GRF Crespi       | 0                | ?                | 0                |  |  | GUF Parma   | GUF Parma   | 0          | 0          | 0          |    |    |                 |                 |                 |                 |                 |  |
|  | GUF Trieste      | GUF Trieste      | 3                | 3                | 6                |  |  | Torino      | Torino      | 3          | 6          | 9          |    |    |                 |                 |                 |                 |                 |  |
|  | Torino           | Torino           | 29               | 40               | 69               |  |  |             |             |            |            |            |    |    | Finale 3º posto | Finale 3º posto | Finale 3º posto | Finale 3º posto | Finale 3º posto |  |
|  |                  |                  |                  |                  |                  |  |  |             |             |            |            |            |    |    |                 |                 |                 |                 |                 |  |
|  |                  |                  |                  |                  |                  |  |  |             |             |            |            |            |    |    | GUF Firenze     | GUF Firenze     | 9               | 0               | 9               |  |
|  |                  |                  |                  |                  |                  |  |  |             |             |            |            |            |    |    | GUF Parma       | GUF Parma       | 12              | 6               | 18              |  |

## Verdetti
- Torino: campione di Promozione 1937-1938 e promosso in Divisione Nazionale 1938-1939.